# 遠野なぎこ
遠野 なぎこ（とおの なぎこ、1979年〈昭和54年〉11月22日 - 2025年〈令和7年〉7月3日（遺体発見日））は、日本の女優、タレント。旧芸名は遠野 凪子。神奈川県出身。かつての所属事務所はキャストパワーであったが、2024年9月30日に独立。その後、株式会社楽久縁との業務提携を経て、2025年2月1日からはフリーで活動していた。

## 来歴
- 6歳の時に子役としてデビュー[9]。
- 1994年、テレビ朝日のドラマ『嫁の出る幕』にレギュラー出演、この作品から「遠野凪子」の芸名を名乗った。
- 1995年、NHK大河ドラマ『八代将軍吉宗』、TBS『未成年』に出演。武満徹作曲『系図(1992) - 若い人たちのための音楽詩 -(語りとオーケストラのための) Family tree - musical verses for young people』の日本初演（岩城宏之指揮／NHK交響楽団による放送初演、および、小澤征爾指揮／サイトウ・キネン・オーケストラによる舞台初演）においてナレーターを務める。
- 1999年、NHK朝の連続テレビ小説『すずらん』でヒロイン・常盤萌を演じる。
- 2001年、映画『日本の黒い夏─冤罪』で日本映画批評家協会新人賞を受賞。
- 2002年、映画『海は見ていた』の遊女役で初ヌードを披露。
- 2005年、昼ドラマ『冬の輪舞』ヒロイン・水島しのぶ役。『真珠夫人』『牡丹と薔薇』を抜く高視聴率をマークした。
- 2007年、昼ドラマ『麗わしき鬼』でヒロイン役。愛猫の「悠」の名前は、このときの役名・悠子から名づけられている。
- 2010年5月15日、芸名を「遠野なぎこ」に改名したことを公式ブログで発表。
- 2012年、3月いっぱいで契約満了により東宝芸能を退社し4月からワイルドビジョンに移籍[10]。
- 2019年5月、キャストパワーに移籍した。
- 2024年9月30日をもってキャストパワーを退社して独立し、一部マネジメント業務を株式会社楽久縁に委託することを自身のインスタグラムで発表[3]、その後の2025年1月31日付で同社との業務提携を解消し、2月以降はフリーランスとして活動する[6]。
- 2025年7月3日、遠野の自宅で身元不明の遺体が発見された[11][12]。6月下旬から遠野のSNSが更新されていないこと、また関係者とも連絡が途絶えていることなどから、遠野の可能性も含めて身元を調べていると翌4日に報じられた[12][2]。
- 2025年7月17日、公式ブログが更新され、親族により遠野の訃報が伝えられた。遺体のDNA型鑑定の結果、遠野と判明した[13]。警察の見解では事故死であるとされている。45歳没[7][14]。

## 人物
6歳で子役として芸能界デビュー。幼い頃からこの仕事を続けている。幼少期から父母による児童虐待の被害を受けており、4人きょうだいの中で遠野だけが虐待を受けてきた。遠野の母は「女優になりたい」という夢を持ちながらも、10代で妊娠出産したことから夢を諦め、その夢を子供たちに託してきた。そして遠野の弟と妹を児童劇団に入れたが、そこに付き添っていただけの遠野を劇団スタッフが見い出し「子役をやってみないか」と誘われたのがデビューのきっかけになった。
両親は遠野が小学校5年生のときに離婚し、3人の子供は母に引き取られた。そして母は児童劇団のスタッフと再婚、4人目の子供が生まれた。しかし再婚後も母は勤めていたスナックのオーナーと不倫し、遠野ら子供たちだけの家に不倫相手の妻が押しかけることもあった。母は子育てを放棄して恋に溺れ、4人の子供たちはネグレクト状態に置かれた。そのため長子の遠野は、周囲に相談できる大人もなく、子役の仕事をしながら学校へ行き、弟妹の食事を作ったりして世話をするヤングケアラーとならざるを得なかった。
人気子役であったことから中学校でいじめにあったときも、それに耐えて仕事を続けていた。思春期に母から「吐いたら太らないから吐け」などと言われたことから、15歳で摂食障害を患ったが、母もまた摂食障害であった。
しかし連続ドラマに続き、単発ドラマへの出演が決まって仕事にやりがいを感じていた矢先に、母が2度目の離婚をして不倫相手と再婚、3人目の夫と一緒に暮らさなくてはならなくなった。大人の身勝手さにショックを受けた遠野は、16歳で初めて睡眠薬自殺を図ったが、救急搬送されて命を取りとめ未遂に終わった。そのときもマネージャーは遠野に対して怒るだけで心配すらせず、所属事務所はドラマの撮影が終わったら遠野を休業させることを決めた。また、この頃に出演したドラマ『未成年』で演じた役の過激さに精神を病んだことも休業理由であると後に明かしている。
そして遠野は、16歳で一人暮らしを始めて家を出て、家族と絶縁した。しかし遠野は母と絶縁してから病状が悪化し、幻聴が聞こえたり自傷行為を繰り返していた。そんな中で、テレビ番組のロケの前日に自殺未遂をして、家で首を吊ったが、滑って落下し、顔周りがあざで真っ青になった状態で仕事に向かった。そのロケはまさかの健康診断の企画だったが、メイクであざを隠してオンエアされた。遠野自身はこのロケの記憶があまりなく、後日スタッフが、ロケ中に遠野が「自殺」という言葉を何度も発していたと述べたことで知った。
遠野は3年の休業後に女優業を再開、所属事務所の意向で、NHK連続テレビ小説『すずらん』の主役を演じることが決まった。遠野はそのとき、16歳で家を出てから縁を切っていた母に知らせたいと思い電話したが、返事は「そう」と無関心なものだった。その当時、母は3人目の夫とともにスナックを経営していた。
遠野はテレビ番組の取材で、唐辛子をサラダにかけ過ぎたり、休日はほぼ一日中酒を飲んでいるといった、極端な偏食傾向およびアルコール依存症であることが分かり、健康を損なうとして警告を受けたことがある。実際にこれが災いし、シャンプーをした後に抜け毛が多く発生したことが判ったほか、番組取材で人間ドックに入った際も「余命7年」と診断されている。
30代になり、2013年と2014年に自伝本を出版し、過去について告白してからは「完全ではないが以前よりは良い方向に向かっている」とブログに書いた。しかしまだ過食嘔吐や強迫性障害については投薬治療を続けていた。
40代になると、2022年には母が自殺。3人目の夫が癌で死去してからの後追い自殺だった。遠野は母の葬儀には参列しなかった。母からは一度も愛情を受けることはなく、遠野は自殺した母について「『母親』にはなれずに『女』のまま生きている人であった」と語っている。母の死後は一時期は精神的に不安定になったものの「解放された」という思いから、摂食障害やアルコール依存症はいったん快方に向かった。しかし母親の死を機に、絶縁していた家族のうち、3歳下の弟とだけは縁が繋がったが、そのことで親からの虐待を思い出してフラッシュバックを起こしてしまい、摂食障害とアルコール依存症が再燃したため、弟とも再び縁を切らざるを得なくなった。
遠野は『週刊文春』のインタビューの中で「子供を愛さない親がいる、ということが社会に周知されていない」と指摘している。遠野は「世間のそうした風潮が児童虐待の被害者を追い詰め、誰にも言えない、理解してもらえないと孤立させていく。自分自身もそうだった」と述べている。自伝を書いて過去の体験を公表したのも、児童虐待の凄惨な事実など想像もつかないであろう「普通の人々」に訴えたいという気持ちもあったと言う。また母の死を契機に、インタビューなどにも出演して自分の体験を語るようになったが、それは「人に言えないだけで、自分と同じような人が実はたくさんいるだろうから」という思いからだと言う。
この『週刊文春』のインタビューは2023年に行われたため、コロナ禍で自殺者が増えたことにも触れ、遠野は「目に見えない心の傷も必ず癒えることを信じてほしい、自死だけは選ばないでほしい」ということを、同じ境遇の人々に訴えたいと述べて、インタビューを締めくくっている。また、このインタビューの時点で、遠野自身もまだ精神科に通院し、摂食障害と強迫性障害の治療を継続していることも明かしている。
出生名および旧芸名は「青木 秋美」。3度の結婚を経験したが、いずれも短期間で離婚。2014年の2度目の離婚後は、元夫の姓を名乗り、元夫とは「交際中」であるとして、事実婚（戸籍名は既に元夫の名前なので夫婦別姓ではない）になるため「任意後見契約」を結ぼうとしていた。2023年2月22日には3度目の結婚をしたが、2週間後の3月7日に離婚。その後もマッチングアプリを使用するなどして付き合っては別れての恋愛遍歴を持つ。ただし遠野自身は、結婚生活が続かないことも理由があってのことなので、マスコミなどに面白おかしく書き立てられるのはつらいと述べている。
猫好きで、飼い猫の様子をブログやSNSで度々発信していた。当初飼っていた茶色いメインクーンの「悠」、黒いノルウェージャン・フォレストキャットの「蓮」の2匹は2020年5月 - 6月にかけて相次いで亡くなったが、2024年4月1日にラグドールの「愁」を新たに迎え入れている。

## 出演

### テレビドラマ
青木秋美 名義
- 銀河テレビ小説・ある時は妻（1989年、NHK総合）
- 炎の旅路（1990年、東海テレビ）
- 火曜ミステリー劇場・伊豆天城越え殺人山脈（1991年、テレビ朝日） - 鹿内じゅんこ 役
- 鳥人戦隊ジェットマン 第20話「結婚掃除機」（1991年、テレビ朝日） - ミチル 役
- 特救指令ソルブレイン 第37話「哀しいヒットマン」（1991年、テレビ朝日） - 若杉ありさ 役
- 世にも奇妙な物語『つまらない男』（1991年、フジテレビ）
- 特捜エクシードラフト 第25話「発進! 超（スーパー）マシン」（1992年、テレビ朝日） - ホログラフの少女 役
- 大人は判ってくれない『うそつき』（1992年、フジテレビ）
- はぐれ刑事純情派 第5シリーズ 第7話「虚栄の果て・山の手夫人の完全犯罪!?」（1992年、テレビ朝日）
- 説得 エホバの証人と輸血拒否事件（1993年、TBS）
- 素晴らしきかな人生（1993年、フジテレビ）‐カトウジュン役
- ブルースワット 第3話「インヴェード!! 」（1994年、テレビ朝日） - 大垣千晶 役

遠野凪子 名義
- 嫁の出る幕（1994年、テレビ朝日） - 中川信子 役
- とおりゃんせ〜深川人情澪通り（1995年、NHK総合）
- 大河ドラマ 八代将軍吉宗（1995年、NHK総合） - 近松屋の少女･お梶 役
- 未成年（1995年10-12月、TBS） - 安西加代子 役
- 学校の怪談R「第1話」（1996年、フジテレビ） - 堀井レイコ 役
- 連続テレビ小説 すずらん（1999年、NHK総合） - 主演・常盤萌 役
- 編集王（2000年、フジテレビ）
- 天使の傷痕（2001年、テレビ朝日） - 山崎昌子役 ※第11回乱歩賞受賞作
- 茂七の事件簿 ふしぎ草紙「第5話」（2001年、NHK総合） - お新 役
- キッズ・ウォースペシャル〜愛こそすべてだ!〜ざけんなよ!XmasSP（2002年12月25日、中部日本放送） - 岩田ひとみ 役
- おみやさん 第2シリーズ「第8話」（2003年、テレビ朝日）
- 水戸黄門 第32部 第2話（2003年、TBS） - おちか 役
- 金曜時代劇 御宿かわせみ「第14話」（2004年、NHK総合）
- 銭形平次「第6話」（2004年、テレビ朝日）
- 冬の輪舞 シリーズ（東海テレビ） - 主演・大丸（水島）しのぶ 役
  - 昼の連続テレビドラマ『冬の輪舞』（2005年1-4月、東海テレビ）
  - 金曜エンタテイメント『冬の輪舞』（2005年5月13日、フジテレビ）
- こちら本池上署（2005年、TBS） - 吉井夏恵
- アタックNo.1（2005年4-6月、テレビ朝日） - 三条美智留 役
- 相棒 Season 4 第3話「黒衣の花嫁」（2005年10月26日、テレビ朝日 / 東映） - 津島瑞希 役
- 名奉行 大岡越前2「最終回」（2006年、テレビ朝日）
- 7人の女弁護士 第1シリーズ「第5話」（2006年5月11日、テレビ朝日） - 吉川和美 役
- PS -羅生門-「第11話」（2006年9月13日、テレビ朝日） - 深沢エリカ 役
- 魁!セレソンDX（2006年10月、テレビ東京）
- 逃亡者 おりん（2007年3月、テレビ東京） - 桔梗 役
- 麗わしき鬼（2007年4月 - 6月、東海テレビ） - 南崎悠子 役
- 刺客請負人「第1話」（2007年7月20日、テレビ東京）
- 京都地検の女 第4シリーズ「第2話」（2007年11月1日、テレビ朝日） - 竹井美鈴 役
- 愛の劇場 スイート10（2008年3-5月、TBS） - 増田清 役
- 33分探偵「第4話」（2008年8月23日、フジテレビ） - 入江加奈子 役
- ゴンゾウ 伝説の刑事「第8・9話」（2008年8月27日、テレビ朝日） - 飯塚早苗 役
- これでいいのだ!! 赤塚不二夫伝説（2008年11月1日、 フジテレビ、土曜プレミアム） - 赤塚眞知子 役
- 中学生日記 シリーズ3A（2008年11月8日 - 11月22日、NHK教育）
- 月曜ミステリー劇場（TBS）
  - 十津川警部シリーズ第18作 シベリア鉄道殺人事件（1999年12月27日） - 北村秀子 役
- 火曜サスペンス劇場（日本テレビ）
  - 凍えるキリン（2001年2月6日） - 北山亜紀 役
- 新春ワイド時代劇（テレビ東京）
  - 国盗り物語（2005年1月） - 小見の方 役
  - 天下騒乱〜徳川三代の陰謀（2006年1月） - 八重 役
- 金曜エンタテイメント（フジテレビ）
  - 浅見光彦シリーズ 榎木孝明版11・「皇女の霊柩」（2001年3月30日） - 池本美雪 役
- 水曜ミステリー9（テレビ東京）
  - 芸者小春姐さんの奮闘記〜連続血文字殺人事件（2005年11月2日） - 相良響子 役
  - 刑事吉永誠一 涙の事件簿3（2005年11月6日） - 川添律子 役
  - さすらい署長 風間昭平5（2006年9月6日） - 永山有紀子 役
  - 事件記者 浦上伸介パート6 会津・猪苗代湖 〜赤べこ殺人事件〜（2008年4月9日） - 深井裕子 役
  - 神楽坂署生活安全課4（2008年4月30日） - 梅木梓 役
- 土曜ワイド劇場（テレビ朝日）
  - 牟田刑事官VS終着駅の牛尾刑事 「森村誠一の暗渠の連鎖」（2002年12月28日） - 岩城房子 役
  - 華麗なる復讐（2004年6月12日） - 加納久美 役
  - おかしな刑事2（2005年8月6日） - 矢島香織 役
  - 鉄道捜査官4（2004年9月11日） - 若宮夕子・朝子 役
  - 家政婦は見た!23（2004年11月13日） - 松川美和 役
  - 仮釈放の女（2005年10月22日） - 藤森真理 役
  - 山村美紗サスペンス 京都花の艶殺人事件（2006年4月8日） - アキ/笠井玲子 役
  - 温泉若おかみの殺人推理17（2006年10月14日） - 池上幸恵 役
  - 春らん慢!花の京都・熟年探偵団!!（2007年） - 原口由紀乃 役
  - 火災調査官・紅蓮次郎(8)（2008年1月26日） - 永谷みちる 役
  - 終着駅の牛尾刑事VS事件記者・冴子 「森村誠一の致死海流」（2008年12月20日） - 岩井佳子 役
  - 弁天祐美子法律事務所2（2009年11月7日） - 小笠原華子 役
- 月曜ゴールデン（TBS）
  - 万引きGメン二階堂雪14〜優しい殺意〜（2006年5月8日） - 佐竹真理子 役
  - どケチ弁護士・山田播磨の温泉事件記（2006年11月13日） - 山田虹音 役
  - 浅見光彦シリーズ 藍色回廊殺人事件（2007年3月26日） - 今尾芙美 役
  - 狩矢警部シリーズ』3 京都茶道三姉妹殺人事件（2007年6月） - 伊集院吹雪 役
- 『団地女医・広田久美の事件カルテ』
- 若い人のための音楽詩
- 『バージンドライブ4パニック、坂道発進』
- 肉体の門（2008年12月、テレビ朝日） - 加代 役
- 日本史サスペンス劇場 悲劇の女2時間スペシャル（2008年11月12日、日本テレビ） - 御船千鶴子 役
- 必殺仕事人2009「第8話」（2009年3月6日、ABC、テレビ朝日） - えん 役
- 落日燃ゆ（2009年3月15日、テレビ朝日） - 広田美代子 役
- 陽炎の辻〜居眠り磐音 江戸双紙〜3「第8話」（2009年6月13日、NHK総合） - おさい 役
- 赤かぶ検事 京都篇「第9話」（2010年3月10日、TBS） - 井口真由子 役

遠野なぎこ 名義
- 経済ドキュメンタリードラマ ルビコンの決断（2010年5月20日、テレビ東京）
- 鬼平犯科帳スペシャル 高萩の捨五郎 （2010年6月18日、フジテレビ / 松竹） - 八重 役
- 土曜ワイド劇場（テレビ朝日）
  - 東京駅お忘れ物預り所4 （2010年7月3日） - 沢田奈津子 役
  - タクシードライバーの推理日誌29 （2011年7月2日） - 陣内はるか 役
  - 京都殺人調書（2012年9月8日） - 篠山志乃 役
  - 再捜査刑事・片岡悠介5 （2013年7月6日） - 倉田典子 役
- 土曜時代劇 桂ちづる診察日録 第10 - 13話（2010年、NHK総合） - おいと 役
- BS時代劇 新選組血風録 第8話（2011年5月22日、NHK BSプレミアム） - 小夜 役
- 水戸黄門 第43部 第5話「女スリがさがした秘密 -三島-」（2011年8月1日、TBS） - お蔦 役
- 金曜プレステージ（フジテレビ）
  - 警部補・佐々木丈太郎4」（2011年11月25日） - 氷川玲香 役
  - 検事・霞夕子5 幻の罪」（2013年12月13日） - 高沢奈々美 役
- 水曜ミステリー9（テレビ東京）
  - 不倫調査員・片山由美11 京都伏見・月下美人殺人事件（2011年12月21日） - 大島令子 役
  - 作家探偵・山村美紗1 京都・東山 密室トリック殺人事件（2012年4月18日） - 早見黄草 役
  - 刑事・ガサ姫〜特命・家宅捜索班〜（2012年8月1日） - 鳴瀬友美 役
- 月曜ゴールデン（TBS）
  - 駅弁刑事・神保徳之助6（2012年4月2日） - 里見真理子 役
  - 美食カメラマン 星井裕の事件簿3（2012年6月25日） - 喜多川綾子 役
  - 狩矢警部シリーズ12 京都香道殺人事件（2012年11月19日） - 北川由美 役
  - 産科医和泉凜 生と死のカルテ（2014年3月17日） - 池内聡子 役
- 新・おみやさん「第2話」（2012年4月26日、テレビ朝日） - 湊亮子 役
- 匿名探偵「最終話」（2012年12月7日、テレビ朝日） - 佐々岡輝美 役
- 大岡越前「第6話」（2013年6月15日、NHK BSプレミアム） - おきん 役
- 世にも奇妙な物語 '13秋の特別編「0.03フレームの女」（2013年10月12日、フジテレビ） - 嶺川麗子 役
- リーガルハイ「第8話」（2013年11月27日、フジテレビ） - 赤松麻里奈 役
- アリスの棘「第3話」（2014年4月25日、TBS） - 里中絵梨 役
- 愛してCRAZY（2014年5月24日、TOKYO MX） - 鈴木すみれ 役
- 潜入捜査アイドル・刑事ダンス「第4話」（2016年10月29日、テレビ東京） - 岡田マミ 役
- 大馬鹿代（J:COMプレミアチャンネル、2017年）
- 月曜名作劇場（TBS）
  - ミステリー作家・朝比奈耕作シリーズ2 鳥啼村の惨劇（2018年3月12日） - 鳥神京子 役
  - 十津川警部シリーズ7 浜名湖殺人ルート（2018年12月10日） - 五十嵐あかね 役
- ルパンの娘（フジテレビ） - 薄井佐知 役
  - シリーズ1 第8話（2019年8月29日）
  - シリーズ2 第2話（2020年10月22日）
- 月曜プレミア8「十津川警部の事件簿 危険な賞金」（2020年5月25日、テレビ東京） - 前沢文子 役

### バラエティ
遠野凪子 名義
- 『世界ウルルン滞在記』アフリカ・大自然のグルメに…遠野凪子が出会った（2000年、毎日放送） ザンビア共和国
- 田舎に泊まろう!3時間スペシャル（テレビ東京） 鹿児島県大口市 曽木の滝
- シルシルミシル（2009年、テレビ朝日）
- 朝だ!生です旅サラダ（2009年、朝日放送） 奄美大島の旅
- 土曜スペシャル（2010年3月13日、テレビ東京） 京都

遠野なぎこ 名義
- 踊る!さんま御殿!!（2011年1月4日・8月30日・11月22日、日本テレビ）
- アウト×デラックス（2012年1月5日、フジテレビ）以降、アウト軍団として準レギュラー
- 痛快TV スカッとジャパン（フジテレビ）不定期出演
- ロンドンハーツ（テレビ朝日）不定期出演
- 極嬢ヂカラPremium（2012年5月22日・7月10日・8月7日・9月11日、テレビ東京）
- 爆笑 大日本アカン警察（2012年6月3日、フジテレビ）
- 5時に夢中!（2013年3月19日、TOKYO MX ）
- 大久保じゃあナイト（2013年6月23日、TBS）
- 有田とヤラシイ人々（2013年9月10日、TBS）
- ごきげんライフスタイル よ〜いドン!（2013年9月25日、関西テレビ）
- 中居正広のミになる図書館（テレビ朝日）不定期出演
- 逃走中〜ハンター消滅〜（2014年4月6日、フジテレビ）
- バラいろダンディ（2015年10月 - 2024年9月、TOKYO MX）月曜→水曜ダンディ

### DVD
- 『気になるメチル水銀』DVD （内閣府食品安全委員会、制作：NEP、2006年）

### 映画
- 花のズッコケ児童会長（1991年） - 荒井陽子 役
- おこげ OKOGE（1992年） - 諸岡千夜子 役
- お引越し（1993年） - 橘理佐 役
- 日本の黒い夏─冤罪（2001年） - 島尾エミ 役
- 海は見ていた（2002年） - お新 役
- 新・仁義なき戦い/謀殺（2003年） - 尾田玲子 役
- 渋谷物語（2005年） - 佐藤奈々子 役
- ふみ子の海（2007年） - 〆香 役

### Vシネマ
- THE HYPER DETECTIVE/噂の探偵QAZ（1995年）
- 極サギ3（2015年） - 千元 役
- 義兄弟（2021年）
- 義兄弟 第二章（2021年）
- 義兄弟 第三章（2021年）
- 日本統一外伝 川谷組 無頼～人斬り二郎～（2024年）

### 舞台
- 『あかさたな』（2001年、芸術座）
- 『細雪』（2003年、中日劇場）
- 『孤愁の岸』（2004年、御園座）
- 『花かんざし』（2005年、明治座）
- 『黒革の手帖』（2006年、明治座）
- 『喜劇『花の元禄後始末』ー紀伊国屋文左衛門の妻ー』（2009年、三越劇場）
- 『京都花灯路恋の耀き』（2010年、南座）
- 『山村美紗サスペンス「京都 花灯路 恋の耀き」』（2010年、浅草公会堂）

### CM
- 味の素「ほんだし」（1993年 - 1995年）※ 三田佳子・えなりかずきらと共演
- HOYA 「アイシティ」（1995年）[28]

### コンサート出演
- 系図 －若い人たちのための音楽詩－ (武満徹) - 語り手(1995年 日本初演)

## 著作
- 遠野なぎこ『一度も愛してくれなかった母へ、一度も愛せなかった男たちへ』ブックマン社、2013年。ISBN 978-4893087980
  - 新潮文庫版、新潮社、2016年。ISBN 978-4101204260
- 遠野なぎこ『摂食障害。食べて、吐いて、死にたくて。』ブックマン社、2014年。ISBN 978-4893088161